# Criterium van dissimilariteit
Het criterium van dissimilariteit  (Duits: Differenzkriterium; Engels: criterion of dissimilarity, vaak gebruikt als afkorting van criterion of double dissimilarity; ook wel criterion of discontinuity of originality genoemd) of onherleidbaarheid (Engels: (dual) irreducibility) is een principe dat Bijbelwetenschappers gebruiken om te helpen bepalen of bepaalde uitspraken of handelingen van Jezus in het Nieuwe Testament te herleiden zijn naar de historische Jezus. Kort gezegd, als een traditie (of 'overlevering') over Jezus (met name een uitspraak toegeschreven aan Jezus) zowel verschilt van de joodse tradities uit zijn tijd als van de vroege christenen die hem volgden, dan gaat deze traditie waarschijnlijk terug op de historische Jezus.

## Beschrijving
Hoewel de vroegste vormen van het criterium van dissimilariteit dateren uit de renaissance, komt de moderne formulering ervan van Ernst Käsemann, die in 1953 de tweede zoektocht naar de historische Jezus begon.:122 Käsemann schreef:

Er is een haast volledig gebrek aan bevredigende en waterdichte criteria voor deze materie. In slechts een geval hebben we min of meer vaste grond onder onze voeten: wanneer er geen redenen zijn om een overlevering ofwel van het jodendom af te leiden ofwel aan het prille christendom toe te schrijven, met name wanneer het joodse christendom de ontvangen traditie heeft verzacht of aangepast omdat het deze als te ferm voor zijn smaak achtte.
— Käsemann, Essays on New Testament Themes, p. 37.

Met andere woorden, het criterium postuleert dat tradities over Jezus uit (slechts) drie bronnen voortkomen: extrapolatie vanuit eerdere joodse tradities, revisionisme door de vroegchristelijke kerk en de ware historische getuigenissen van het openbaar optreden van Jezus. Als een bepaalde overlevering niet adequaat kan worden verklaard door extrapolatie noch door revisionisme, dan kan (of moet) deze een spoor zijn van de historische Jezus. Naast Käsemann waren ook zijn leermeester Rudolf Bultmann en de Amerikaanse nieuwtestamenticus Norman Perrin grote voorstanders van het criterium van dissimilariteit. John P. Meier (1991) stelde dat het criterium van dissimilariteit 'nauw verbonden is met het criterium van verlegenheid, maar in tegenstelling tot (1987) vond hij niet dat deze twee criteria elkaar volkomen overlappen.
Bart D. Ehrman (1999) gaf een enigszins andere omschrijving van hoe het criterium van dissimilariteit dient te werken: er moet worden vastgesteld of 'er op zijn minst een theoretische mogelijkheid bestaat dat deze uitspraken of daden zijn verzonnen met het doel om de opvattingen die sommige christenen dierbaar waren te bevorderen' of dat ze '"dissimilaire" tradities zijn, dat wil zeggen, [overleveringen] die geen duidelijke christelijke agenda dienen of deze zelfs tegen lijken te werken'. Omdat die laatste overleveringen 'moeilijk te verklaren zijn tenzij ze authentiek zijn, is het dus waarschijnlijker dat ze historisch zijn.'

## Voorbeelden

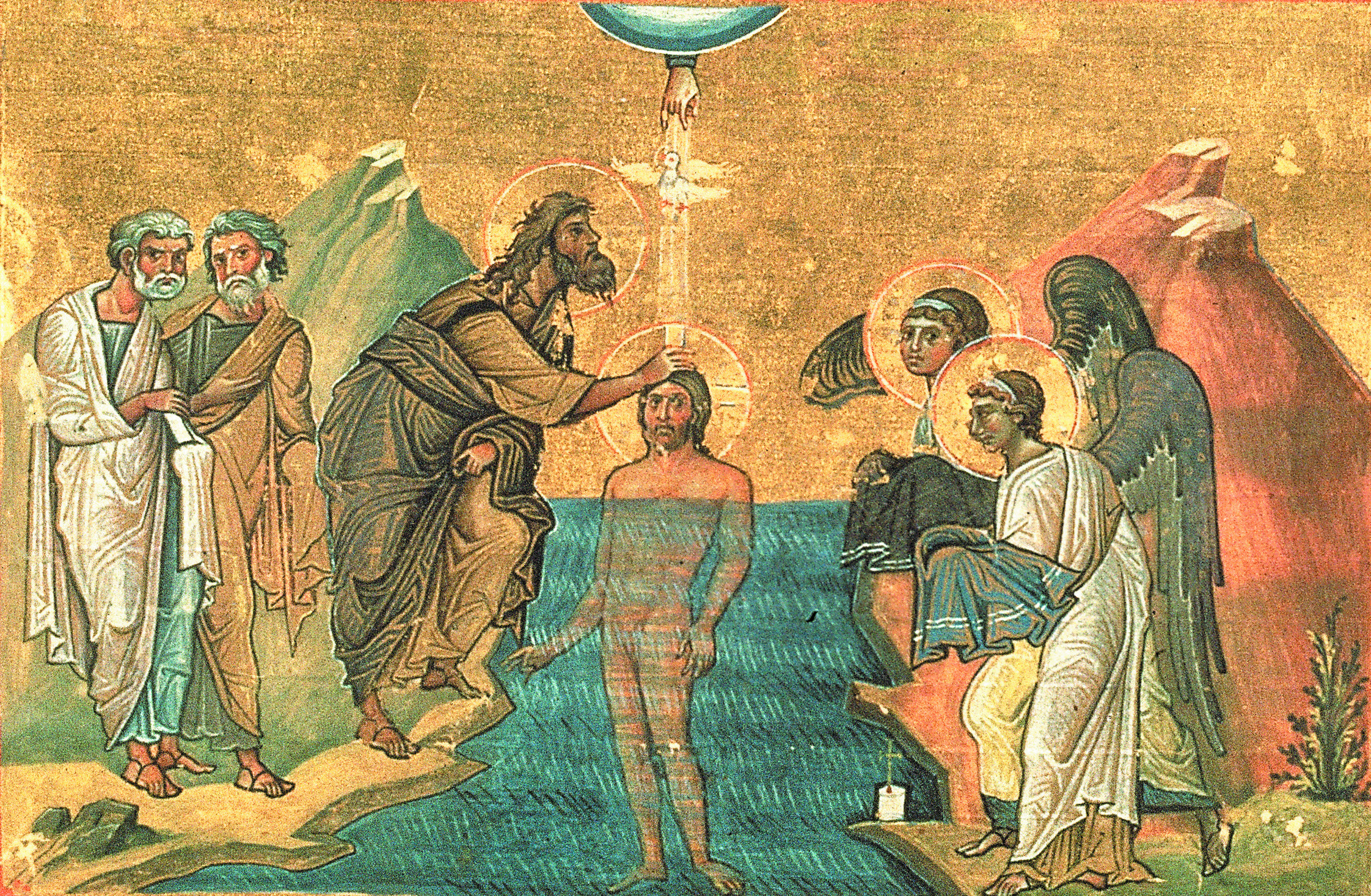
Doopsel van Jezus (Menologion Basileios II, ca. 1100). De algemene tradities over dat Johannes de Doper Jezus heeft gedoopt voldoen aan het criterium van dissimilariteit, maar suggesties van Johannes dat Jezus juist hem zou moeten dopen in plaats van andersom (Matteüs 3:14) of dat Jezus 'de zonden van de wereld' bekende in plaats van zijn eigen (Johannes 1:29) niet.

Wetenschappers zijn het er in het algemeen over eens dat het doopsel van Jezus een voorbeeld is van een traditie die voldoet aan het criterium van dissimilariteit, omdat de meeste vroege christenen lijken te hebben geloofd 'dat iemand die gedoopt werd spiritueel ondergeschikt was aan degene die het doopsel uitvoerde.':8:21 Het is onwaarschijnlijk dat vroege christenen Jezus als spiritueel ondergeschikt aan Johannes de Doper zouden hebben beschouwd en dus zouden ze dit verhaal waarschijnlijk niet hebben bedacht.:8:21 Matteüs 3:14 maakt zelfs gewag van een overlevering waarin Johannes de Doper protesteert tegen Jezus' verzoek om te worden gedoopt, waarbij hij zegt dat Jezus juist hem zou moeten dopen en niet andersom.:8:21:240 Onderzoekers zien dit als mogelijk bewijs dat vroege christenen wellicht verlegen waren over verhalen dat Johannes Jezus doopte en niet vice versa; derhalve kan Matteüs 3:14 niet aan het criterium van dissimilariteit voldoen, maar de rest van het doopselnarratief wel.:8:21:240 Gerd Theissen en Dagmar Winter (2002) voegden daaraan toe dat vroege christenen geloofden dat mensen die zich lieten dopen hun zonden bekenden, wat hen voor een probleem stelde, want het verhaal dat Jezus gedoopt was – en dus logischerwijs ook gezondigd had – onverenigbaar was met vroegchristelijke opvattingen over Jezus als een goddelijk figuur.:239 Theissen en Winter concludeerden daarom dat de traditie in Johannes 1:29 die beweert dat Jezus zich kwam laten dopen 'om de zonden van de wereld weg te nemen', niet zijn eigen zonden, een vroegchristelijke aanpassing van de traditie was die niet historisch authentiek kon zijn.:239
De kruisiging van Jezus voldoet aan het criterium van dissimilariteit op grond van bewijsmateriaal dat aangeeft dat, hoewel de joden in de tijd van Jezus een breed scala aan verschillende opvattingen hadden over wat voor soort figuur de messias zou gaan zijn, niemand van hen destijds geloofde dat de messias zou gaan lijden en sterven.:10:38 De apostel Paulus verklaarde in 1 Korintiërs 1:23 dat de kruisiging van Christus (= messias) 'voor (de) joden een struikelblok' was (of 'aanstootgevend' volgens andere vertalingen). Blijkbaar geloofden joden niet dat de messias zou worden gekruisigd, concludeerden daarop dat Jezus niet de messias kon zijn geweest en weigerden daarom om zich te bekeren tot het christendom.:13:22 Anderzijds volgt hieruit dat zelfs Jezus zelf misschien niet wist of geloofde dat hij zou worden gekruisigd, beweerde Ehrman (1999). In dat geval zouden de synoptische tradities waarin Jezus zijn eigen dood door kruisiging voorspelt niet voldoen aan het criterium van dissimilariteit. Hij benadrukte dat daarmee nog niet vaststaat dat Jezus zeker weten zijn eigen dood niet heeft voorspeld, maar alleen dat de authenticiteit van deze uitspraak niet kan worden vastgesteld met behulp van dit criterium. Zo stelde ook Bellinzoni (2016) dat de woorden "zijn kruis op zich nemen" in Marcus 8:34 het criterium van dissimilariteit niet doorstaan, omdat ze opvattingen van de vroege kerk over de betekenis van de kruisiging weerspiegelen. Deze woorden kunnen dus een interpolatie voorstellen (wellicht aan de traditie toegevoegd voordat de auteur van het Evangelie volgens Marcus ze opschreef).
Ehrman (1999) schreef sommige overleveringen over Jezus zoals opgetekend in het Kindheidsevangelie van Thomas toe aan 'latere christelijke fantasie', zoals verhalen waarbij de jonge Jezus kinderen uit de dood opwekte of op toverachtige wijze problemen oploste in de timmermanswerkplaats van Jozef.

## Beperkingen
Het criterium is bekritiseerd omdat het heeft geleid tot reconstructies van de historische Jezus die een implausibele discontinuïteit vertonen met de vroegjoodse tradities die aan hem voorafgingen en de vroegchristelijke tradities die na hem kwamen. Een bezwaar dat Morna Hooker (1971) leverde is dat het criterium vereist dat men volledige kennis heeft over joodse en christelijke geloofsopvattingen in de 1e eeuw, hetgeen wetenschappers niet hebben; het is daarom moeilijk om ze te vergelijken met de overleveringen over Jezus om dit criterium goed te laten werken. Oegema (2012) wees erop dat groeiende kennis weer een nieuw obstakel probleem opwerpt: "Het probleem met het Criterium van Dubbele Dissimilariteit is dat hoe meer we weten over vroegjoodse tradities en hoe meer we weten over vroegchristelijke tradities van na Pasen, hoe minder ruimte er overblijft voor een reconstructie van de authentieke uitspraken van Jezus, omdat ze per definitie moeten verschillen van vroegjoodse en vroegchristelijke tradities. Zodoende blijft er uiteindelijk geen enkel spoor van de historische Jezus meer over."
Meier (1991) concludeerde dat de originele definitie van het criterium (door Käsemann) van een geheel niet-joodse en een geheel niet-christelijke Jezus te streng was en wat losser diende te worden gehanteerd: 'Als men een beeld van Jezus schildert dat volledig losgemaakt is van of tegengesteld aan het 1e-eeuwse jodendom en christendom, dan plaatst men hem simpelweg buiten de geschiedenis. (...) Dus, hoewel het criterium van discontinuïteit handig is, moeten we waken voor de vooronderstelling dat het ons automatisch zal geven wat centraal stond of op zijn minst redelijk representatief was voor de doctrines van Jezus. Door ons alleen maar te richten op wat wellicht slechts de "eigenaardigheden" van Jezus waren, lopen we altijd het risico om de schijnwerpers te richten op wat er opvallend maar wellicht slechts bijzaak in zijn gehele boodschap was.' Daarom diende dissimilariteit in evenwicht te worden gehouden door criteria van authenticiteit.
Ehrman (1999) emphasised the possibility of continuity between teachings of Jesus and early Christian beliefs: 'Just because a saying or deed of Jesus happens to conform to what Christians were saying about him does not mean that it cannot be accurate. Obviously, the earliest disciples followed Jesus precisely because they appreciated the things that he said and did. (...) the criterion may do no more than cast a shadow of doubt on certain traditions.' It is therefore 'best used not in the negative way of establishing what Jesus did not say or do, but in the positive way of showing what he likely did.'